# Магнетотаксис
Магнітотаксис — здатність деяких рухомих водних бактерій відчувати магнітне поле і координувати свій рух згідно з його напрямком. Явище було вперше описане в 1975 році Р. Блекмором.
Магнітотаксисні бактерії (наприклад Magnetospirillum magnetotacticum) містить внутрішні структури, відомі як магнітосоми. Вони виглядають як ланцюжки темних кристалів, оточених мембраною, частіше з магнетиту ({\displaystyle \mathrm {Fe} _{3}\mathrm {O} _{4}}). Деякі екстремофільні бактерії із сірчаних середовищ містять кристали грейгиту (сульфід заліза {\displaystyle \mathrm {Fe} _{3}\mathrm {S} _{4}}).
Вважається, що орієнтуючись у напрямку до полюсів Землі, морські бактерії можуть полегшити пошук сприятливих для них умов у шарі опадів. До того ж, бактерії, які можуть метаболізувати метали, можливо, також використовують магнетосоми для пошуку відкладень цих металів.
Деякі інші організми також мають цю здатність, наприклад, деякі плоскі черви.